# 羽根幹三
羽根 幹三（はね みきぞう、英語: Mikiso “Miki” Hane、1922年1月16日 - 2003年12月8日）は、ノックス大学の日系アメリカ人の歴史学教授で、40年以上にわたり教鞭をとった。十数冊の著書を執筆・翻訳し、多くの論文を執筆、1991年には全米人文科学基金の会員に任命された。カリフォルニア州で生まれ、十代のときは日本で過ごし、第二次世界大戦中はアリゾナ州で強制収容された。イェール大学で兵士に日本語を教えた後、同大学で学び、1952年に学士号、1953年に修士号、1957年に博士号を取得。日本とドイツで学んだ後、トレド大学で教鞭をとり、インド留学を経て、1961年にノックス大学へ移る。以後生涯ゲイルズバーグに住み、亡くなるまで執筆し教鞭をとった。

## 生い立ちと教育
1922年1月16日、羽根はカリフォルニア州ホリスターで生まれた。ホリスターでは一家は小作農として働いていた。3人の兄弟と2人の姉妹がいた。1930年代、羽根はホリスターの教室が2部屋の小学校、フェアヘイヴン・グラマー・スクールに通い、そこで基本的なアメリカの歴史を学んだ。後に彼は、ジョージ・ワシントンの桜の木やコロンブスのアメリカ発見などが主なテーマであったこの歴史を、神話やトマス・カーライルの「偉人」論になぞらえた。
10歳になった1933年、彼は家族によって日本に送られ、おじとともに広島近郊の「小さな農村」で暮らした。両親は退職後、羽根を日本に送り返した。彼は家族を養うために野菜農家として働いた。羽根は『ジャーナル・スター』紙の取材に対し、貧しい暮らしの幼少期の経験について「前を向けない感じ」と語った。学校では、「若者を教え込むために設計された」神話を学び続け、今度は日本の歴史について、太陽の女神による日本建国や乃木大将の大胆な武勇伝などを学んだ。この「『神学的』歴史観」にもかかわらず、厳しい教師は羽根の歴史への興味をかき立てた。羽根によると、広く嫌われていた体育教師を困らせるために、他の生徒を組織して綱引き競争をわざと長引かせた後、この学校から追い出されたという。おじとおばが校長に「手と膝をついて」許してくれるよう懇願した後、彼は復学を許された。その後、日本が中国に侵攻した後、羽根は日本がアメリカと戦争になるかもしれないと心配し、そのような戦争が始まる前に帰らせてもらえないかと両親に頼んだ。彼は1940年にホリスターに戻り、そこの小学校の教師から英語の個人指導を受けた。

### 第二次世界大戦中の抑留
日本軍が真珠湾を攻撃し、大統領令9066号が発令された後、羽根は12万人の日系アメリカ人と共に収容所での生活を余儀なくされた。彼は『クワッドシティ・タイムズ』紙のインタビューで、自分が「人種による罪で」罰せられるのではないかと「怯えていた」と語った。彼は、収容所の人々に何が行われるかをめぐる多くの噂を思い出した： 「...彼らは私たちを列車に乗せ、収容所に連れて行き、機関銃で撃ち殺すつもりだった。...私たちはどうしていいかわからなかった。近隣のコミュニティで2人の日系人の少女が連れ去られ、レイプされた」。逮捕されるのを恐れて、持っていた日本語で書かれた手紙や本、その他の書類はすべて燃やしたと羽根は語った。1942年5月、彼の家族が暑いソノラ砂漠内にあるアリゾナ州ポストンの政府収容所に出頭するよう命じられる6ヵ月前のことだった。彼らは、この収容所にいた他の2万人の日本人と共に、砂嵐が吹き荒れる砂漠に配置された古い陸軍兵舎で暮らした。アメリカへの忠誠を公言しなければ、カリフォルニア州トゥーリーレイクにある「高圧的強制収容所」に送られることになっていた。羽根によれば、自身の経験で最悪だったのは、プライバシーがなかったことだという。羽根は収容所の厨房で皿洗いの仕事に就き、月給16ドルを受け取っていた。暑く、監視され、貧しい収容所の厳しい状況にもかかわらず、羽根は収容所でインターンしていた哲学の学生からソクラテス方式で教わる即席の授業に出席することができた。
1943年までには、内陸の州で職を得れば収容所を出ることができるようになっていた。羽根は、すでに米国への忠誠を公言していたことから、嘘つきとされることを恐れ、米軍での仕事を契約した。政府関係者は、彼が米国に帰国したのが拘束される少し前だったことから、羽根を「潜在的に危険な敵性外国人」とみなした。羽根はこれに同意せず、自らを「肉体的な軟弱者」であり、国にとっての脅威ではないとした。1943年までに、羽根はイェール大学の日本語プログラムで兵士の個人指導をする仕事の面接を受け、それが収容所からの解放につながった。彼はシカゴに行き、その職の面接を受けた。そして採用され、コネチカット州ニューヘイブンに派遣され、年収600ドルの非常勤日本語教師としてプロとしてのキャリアをスタートさせた。エール大学の講義を受けて、歴史への情熱を見出したのはこの頃だった。この頃、『アメリカの息子』や『怒りの葡萄』といった古典的な歴史小説をたくさん読んだと報告している。困難な経験にもかかわらず、羽根は収容所が人生に良い影響を与えたと考えている。それは、野菜農家にとどまることなく、大学に進学し、教授として働く機会を与えてくれたからである。

### イェール大学での教育
第二次世界大戦終結後、羽根はイェール大学で学士号を取得した。彼は歴史学コースに傾倒し、バーナード・ノックス、ロバート・ロペス、サミュエル・ビーミスの教えを受けた。1947年、彼は腎臓を患い、1年間学業を休んだ。その後すぐに、医師の助手として働いていたローズ・カネモトと出会った。二人は1948年に結婚し、ローリーとジェニファーという2人の娘をもうけた。1952年に学士号を取得し、1953年には修士課程を修了した。大学院ではヴェルナツキー教授、ハヨ・ホルボーン、フランクリン・ル・ヴァン・バウマーの講義を受けて、イギリス自由主義が1868年から1890年にかけての明治日本に与えた影響について博士論文を書くことにした。
1957年から1958年にかけて、羽根は東京大学でのフルブライト研究員として丸山眞男のもとに赴任した。スプートニクが発射された直後、空軍にいた友人からシベリア鉄道を旅して停車した各駅の写真を撮れと言われ、その計画を疑って東京のソ連大使館を訪ねたが、即座に却下された。その後、ノックス大学に勤務していたとき、FBI捜査官に呼び出され、なぜソ連に行ったのかと尋ねられたが、羽根はシベリア旅行について質問しに大使館に行っただけだと説明し、混乱を収めた。1958年と1959年にはドイツのミュンヘン大学に語学留学し、丸山作品の翻訳に使う概念を学んだ。羽根はイェール大学で学士号（1952年）、修士号（1953年）、博士号（1957年）を取得した。

## 研究歴
1959年から1961年まで、羽根はトレド大学で歴史学の助教を務めていた。そこで働くうちに、彼は「歴史を学ぶ最良の方法は、歴史を教えることである」ということに気づいた。そこでは主に西洋文明のクラスを教えていた。1963年の夏には、フルブライト奨学金を得てマイソール大学でインド文明を研究した。
1961年から1966年まで、ノックス大学で歴史学の助教を務めた。近隣のモンマス大学との共同プログラムで、日本研究についての講義も担当した。西洋文明を教えていたとき、ノックス大のビーチャー・チャペルで250人の新入生全員を前にルネサンス美術について講義をすることを求められた。後に彼は、「私がルネサンス美術の講義をしたせいで、教授陣は西洋文明を必修科目から外し、ビーチャー・チャペルを取り壊すことになったのだと思います」と冗談めかして書いている。1963年、羽根は学部のゼミの講義で、「日本語と日本人の思考様式」について話す。何を書くべきか悩んだ末、羽根は農民について書くことにした。日本、カリフォルニア、アリゾナで農民として暮らした経験から、自分も農民だと考えたからである。1966年9月、歴史学の准教授に昇進する。1972年、歴史学教授となる。
1976年、羽根は寄付基金教授職のゾルド特別功労教授（歴史学）に昇進した。この頃、妻のローズ羽根はノックス大学図書館の職員を務めていた。1980年から1983年まで、American Historical Associationアメリカ歴史学会の教育部門のメンバーを務める。1982年には『Emperor Hirohito and his Chief Aide-de-Camp, The Honjo Diary, 1933-1936（天皇裕仁とその首席補佐官、本庄日記、1933-1936年）』を翻訳した。ノックス大在職中は、伝統的な西洋文明史の授業に加え、日本史、中国史、インド史、ロシア史など、幅広い歴史科目を担当。日本史に関する著書も多い。そのなかには、農民や女性の日記や文書に見られる体験を通して、日本の近代史に焦点を当てたものもあった。また、イギリスの自由主義やドイツのナショナリズムなど、他の歴史的発展と比較した日本思想に関する著作もある。

羽根の教科書、特に有名な2冊のタイトル『Reflections on the Way to the Gallows: Rebel Women in Prewar Japan（絞首台への道程の反省： 戦前日本の反逆する女性たち）』と『Peasants, Rebels, Women, and Outcastes: The Underside of Modern Japan（農民、反逆者、女性、追放者: 近代日本の裏側）』は、当時流行していたタイプの日本史研究書とは異なっていた。羽根の著作は、天皇や武士を農民や反抗的な女性よりも日本の歴史の中心に位置づけるような理想化したものでもなければ、ステレオタイプに頼るものでもない 。羽根の意図は、自分のルーツに忠実であること、自分がよく知っていることに特化して研究することであった：
...それなら、自分が本当に没頭できることに取り組み、それについて書いたほうがいい...私は農民として生まれ、農民としてホリスターで育ち、農民として日本の村で蜂蜜バケツを持ち歩き、農民としてアリゾナでサソリと寝た。知的な歴史という希薄な領域で滑空したいという私の誤った希望は、自己欺瞞に満ちたエゴの旅であり、人は自分のルーツから逃れることはできないと、私はついに決心した。私は農民として生まれ、農民として育ち、農民のままである。 
しかし、羽根の仕事は、農民よりもステレオタイプな「華道、茶道、芸術」を含む「本当の日本」への集中を必要としているという、日本人の友人の一部からの批判に直面した。彼は「三流のマルクス主義者、男性急進派歴史家」とまで評された。
1985年にはバーリントン・ノーザン財団の教員業績賞を受賞し、1985年から1988年まで、アジア研究協会の理事および北東アジア協議会のメンバーを務めた。1987年から1988年まで、アジア問題中西部会議の会長を務める。1991年2月22日、ノックス大で第二次世界大戦中の抑留体験について講演する。その後、1991年3月25日、ブッシュ大統領に指名され、全米人文科学会議の委員として上院の承認を得た。1992年、羽根は名誉教授としてノックス大を退職し、亡くなるまで年間3つの講義と本の執筆を続けた。1997年、ノックス大学から名誉学位の名誉人文学博士号（doctor of humane letters）を授与された。2003年、アジア研究協会は羽根の学問的功績を称え、「羽根幹三アジア研究学部生研究賞」を創設した。退職後、ノックス大学は羽根の名を冠した賞、羽根幹三東アジア研究賞を創設した。
学究歴の中で、彼は他の大学や第一合同長老教会でも講演を行った。26名の委員からなる全米人文科学会議への推薦、第二次世界大戦時の収容所での記憶についてのインタビュー、そしてノックス大学への学問的貢献などを記念して、地元紙に何度も登場した。ゲイルズバーグのThe Register-Mail、クワッドシティ・タイムズ、ゲールズバーグ・ポスト、ノックスビル・ジャーナル、ピオリアのジャーナル・スター、ザ・ディスパッチとロックアイランド・アーガスDispatch and Rock Island Argus、ノックス・ストゥーデント、学内誌など、羽根幹三の記事が掲載された出版物は枚挙にいとまがない。

彼は1992年5月21日、モルタル・ボードMortar Boardの最終講義シリーズで「歴史を学ぶ: ホリスターからゲイルズバーグへの気の遠くなるような旅」と題した「最終講義」を行った。2002年、自分の人生経験から学んだことについて、羽根はこう説明した。
...自分の私生活と結びついたことを書けば、それがより意味を持つようになる。例えば歴史から学ぶなら、まず自分自身から学び始めて、それを拡張することができる......そうすれば、「なぜ歴史を学ぶのか？」ということをよりよく理解できるようになる。それは、あなたにとってより有意義なものになる。人間の人生にはつながりがあるのだ。

## 晩年
2003年12月8日、おそらく癌により、ピオリアのOSFセント・フランシス・メディカル・センター(en)で81歳の生涯を閉じた。2004年2月14日、ノックス大学で追悼式が行われた。

## 著書
- Mikiso Hane and Kunio Odaka, Economic Organization of the Li Tribes of Hainan Island. Connecticut: New Haven, Yale University, Southeast Asia Studies, 1950.
- Mikiso Hane, Japan: A Historical Survey. New York: Charles Scribner's Sons, 1972.
- Mikiso Hane, The World of Mankind, Cultures in Transition. Follett Publishing Co., 1973.
- Maruyama Masao, Kindai Nihon Seiji Shisoshi Kenkyu (Studies in the Intellectual History of Tokugawa Japan). trans. Mikiso Hane. Tokyo and Princeton: Tokyo and Princeton University presses, 1974.
- Emperor Hirohito and His Chief Aide-de-Camp: the Honjo Diary, 1933-36. Introduction and trans. Mikiso Hane. Tokyo: University of Tokyo Press, 1982.
- Mikiso Hane, Peasants, Rebels, and Outcastes: The Underside of Modern Japan. New York: Pantheon Books, 1982.
- Mikiso Hane, Peasants, Rebels, Women, and Outcastes: The Underside of Modern Japan, 2nd Ed. Maryland: Rowman & Littlefield Publishers, Inc., 2003.
- Mikiso Hane, Modern Japan: A Historical Survey.  Boulder: Westview Press, 1986.
- Mikiso Hane, Reflections on the Way to the Gallows: Rebel Women in Prewar Japan（英語版）. University of California Press（英語版） and Pantheon Books, 1988.
- Mikiso Hane, Premodern Japan: A Historical Survey. Boulder: Westview Press, 1990.
- Mikiso Hane, Germany and Japan: Comparative Developments. Illinois: Knox College, 1993.
- Kumazawa Makoto, Nihon no Rodoshazo (Image of Japanese Workers). trans. Mikiso Hane. Colorado: Westview Press, 1995.
- Irokawa Daikichi, Showashi to Tenno (Showa History and the Emperor). trans. Mikiso Hane. Free Press, 1995.
- Mikiso Hane, Eastern Phoenix: Japan since 1945. Colorado: Westview Press, 1996.
- Mikiso Hane, Japan: A Short History. Oxford: Oneworld, 2000.